# Якуба, Денис Евгеньевич
Дени́с Евге́ньевич Яку́ба (26 мая 1996, Сотниковское, Ставропольский край, Россия) — российский футболист, полузащитник. 
Выступал за молодёжную сборную России. Победитель юношеского чемпионата Европы 2013.

## Карьера

### Клубная
Футболом начинал заниматься в родном селе Сотниковское, где играл в местной команде «Гигант» под руководством Юрия Алексеевича Михайленко и Сергея Владимировича Христенко. В её составе в 2008 году стал серебряным призёром первенства Ставропольского края среди детей своего возраста. В одной из игр Дениса заметили селекционеры из школы «Чертаново» и пригласили его к себе. В Москве Якуба начал тренироваться в команде 1996 года рождения, руководимой Михаилом Сергеевичем Буренковым.
В сентябре 2011 года в составе сборной Москвы, сформированной на базе команды «Чертаново», впервые стал победителем Первенства России среди межрегиональных объединений, проводившемся в Крымске, и получил звание «Кандидат в мастера спорта РФ» по футболу. В финале сборная Москвы победила сборную Приволжья со счётом 3:2.
В мае 2012 года стал с «Чертаново» чемпионом России по футболу среди команд спортивных школ и клубов (игроки 1996 г.р.). Был признан лучшим полузащитником чемпионата.
В ноябре 2012 года в составе сборной Москвы, за которую выступали воспитанники столичных школ «Чертаново» и «Локомотив-2», стал победителем Первенства России среди межрегиональных объединений, проводившемся в Крымске. Также был признан лучшим игроком турнира.
В апреле 2013 года в составе команды «Чертаново» стал победителем престижного футбольного турнира «Монтегю» для клубных команд.
31 августа 2013 года подписал двухлетний контракт с клубом российской премьер-лиги «Кубань» из Краснодара и 2 сентября был заявлен за клуб. В новом клубе Денис был заигран за молодёжку «жёлто-зеленых», однако во второй половине сезона стал привлекаться к тренировкам за основу. 23 сентября 2015 дебютировал в основном составе «Кубани» в кубковом матче против ярославского «Шинника».
После ухода из «Кубани» провёл сезон в волгоградском «Роторе», а летом 2019 года перешёл в самарские «Крылья Советов».
В феврале 2020 года перешёл в «Чертаново» на правах аренды до конца сезона 19/20, но за клуб так и не сыграл.

### В сборной
За юношескую сборную России 1996 года рождения дебютировал 14 марта 2011 года в контрольном матче против «Академии им. Коноплёва» (3:2). Первый официальный матч провёл 23 апреля 2011 года на XIII Мемориале Франко Галлини в Италии. Сборная России уступила местному клубу местный «Портогруаро» 0:1.
В 2012 году в составе сборной принимал участие в международном турнире «Монтегю» и Мемориале имени Виктора Банникова. На Мемориале сборная заняла второе место, уступив хозяевам, сборной Украины, в серии послематчевых пенальти. В отборочном турнире к юношескому чемпионату Европы 2013 года дебютировал 25 сентября 2012 года в игре со сверстниками из Чехии, завершившихся разгромом российской сборной 0:3. В следующей игре с датчанами на 69-й минуте оставил свою команду в меньшинстве, получив прямую красную карточку. Больше в отборочных матчах Якуба участия не принимал, однако главный тренер команды Дмитрий Хомуха вызвал его на финальную стадию чемпионата Европы в Словакию. На турнире Денис провёл все пять игр без замен. В стартовой встрече чемпионата со сборной Украины он на 62-й минуте отдал голевую передачу на Максима Майровича, который увеличил преимущество россиян в счёте. В финале сборная России обыграла сверстников из Италии в серии пенальти и стала победителем юношеского чемпионата Европы. Якуба, как и его партнёры по сборной, получил за эту победу звание «Мастер спорта Российской Федерации».

## Клубная статистика
| Выступление      | Выступление      | Выступление      | Лига | Лига | Кубки | Кубки | Прочие | Прочие | Итого | Итого |
| Клуб             | Лига             | Сезон            | Игры | Голы | Игры  | Голы  | Игры   | Голы   | Игры  | Голы  |
| ---------------- | ---------------- | ---------------- | ---- | ---- | ----- | ----- | ------ | ------ | ----- | ----- |
| Кубань           | РПЛ              | 2015/16          | 13   | 0    | 2     | 0     | 2      | 0      | 17    | 0     |
| Кубань           | ФНЛ              | 2016/17          | 23   | 1    | 1     | 0     | —      | —      | 24    | 1     |
| Кубань           | ФНЛ              | 2017/18          | 8    | 0    | 1     | 0     | —      | —      | 9     | 0     |
| Кубань           | Итого            | Итого            | 44   | 1    | 4     | 0     | 2      | 0      | 50    | 1     |
| → Кубань-2       | ПФЛ              | 2016/17          | 5    | 0    | —     | —     | —      | —      | 5     | 0     |
| → Кубань-2       | Итого            | Итого            | 5    | 0    | —     | —     | —      | —      | 5     | 0     |
| Ротор            | ФНЛ              | 2018/19          | 15   | 0    | 1     | 0     | —      | —      | 16    | 0     |
| Ротор            | Итого            | Итого            | 15   | 0    | 1     | 0     | —      | —      | 16    | 0     |
| Крылья Советов   | ФНЛ              | 2020/21          | 25   | 0    | 5     | 0     | —      | —      | 30    | 0     |
| Крылья Советов   | РПЛ              | 2021/22          | 20   | 0    | 1     | 1     | —      | —      | 21    | 1     |
| Крылья Советов   | РПЛ              | 2022/23          | 10   | 1    | 4     | 0     | —      | —      | 14    | 1     |
| Крылья Советов   | РПЛ              | 2023/24          | 1    | 0    | —     | —     | —      | —      | 1     | 0     |
| Крылья Советов   | Итого            | Итого            | 56   | 1    | 10    | 1     | —      | —      | 66    | 2     |
| Всего за карьеру | Всего за карьеру | Всего за карьеру | 120  | 2    | 15    | 1     | 2      | 0      | 137   | 3     |

## Достижения
- Победитель чемпионата Европы (до 17 лет) (1): 2013
- Победитель Чемпионата России по футболу среди команд спортивных школ и клубов (игроки 1996 г.р.) (1): 2012